# Cykling under sommer-OL 2020 – Holdforfølgelse (damer)
Damernes holdforfølgelsesløb ved sommer-OL 2020 blev afholdt i Izu Velodrome den 3. – 4. august 2020.

## Deltagende ryttere
Der kvalificeres i alt 8 hold fra den særlige OL-rangliste, der opgøres i perioden 2018 – 2020, til at deltage i holdforfølgelsesløbet.

## Format
Holdforfølgelsesløbet bliver kørt af fire ryttere fra hver nation over to dage på en distance af 4.000 meter. Hvert løb bliver kørt med to hold på banen, som starter med en halv banelængdes afstand fra hinanden. I den indledende kvalifikation kører alle hold mod et andet hold og det er udelukkende tiden, der tæller, for at finde heat-inddelingen i 1. runde. I runde 1 mødes holdene på følgende måde i henhold til tiderne i kvalifikationen: 6-7, 5-8, 2-3 og 1-4. De fire bedste tider er herefter kvalificeret til at køre om medaljerne mens de fire dårligste tider kører indbyrdes om pladserne 5-8. Medaljerne fordeles på den måde, at de to bedste tider mødes i finalen om guld og sølv mens de øvrige to hold kører om bronzemedaljerne.

## Resultater

### Kvalifikation
| Rang | Land           | Cykelryttere                                                              | Resultat | Notes |
| ---- | -------------- | ------------------------------------------------------------------------- | -------- | ----- |
| 1    | Tyskland       | Franziska Brauße Lisa Brennauer Lisa Klein Mieke Kröger                   | 4:07.307 | WR    |
| 2    | Storbritannien | Katie Archibald Laura Kenny Elinor Barker Josie Knight                    | 4:09.022 |       |
| 3    | USA            | Jennifer Valente Chloé Dygert Emma White Lily Williams                    | 4:10.118 |       |
| 4    | Italien        | Elisa Balsamo Letizia Paternoster Rachele Barbieri Vittoria Guazzini      | 4:11.666 |       |
| 5    | Frankrig       | Victoire Berteau Marion Borras Valentine Fortin Marie Le Net              | 4:12.502 |       |
| 6    | New Zealand    | Holly Edmondston Bryony Botha Kirstie James Jaime Nielsen                 | 4:12.536 |       |
| 7    | Australien     | Georgia Baker Annette Edmondson Ashlee Ankudinoff Alexandra Manly         | 4:13.571 |       |
| 8    | Canada         | Allison Beveridge Jasmin Duehring Annie Foreman-Mackey Georgia Simmerling | 4:15.832 |       |

### Runde 1
| Rang | Heat | Land           | Cykelryttere                                                              | Resultat | Noter  |
| ---- | ---- | -------------- | ------------------------------------------------------------------------- | -------- | ------ |
| 1    | 4    | Tyskland       | Franziska Brauße Lisa Brennauer Lisa Klein Mieke Kröger                   | 4:06.159 | QG, WR |
| 2    | 3    | Storbritannien | Katie Archibald Laura Kenny Neah Evans Josie Knight                       | 4:06.748 | QG     |
| 3    | 3    | USA            | Megan Jastrab Jennifer Valente Chloé Dygert Emma White                    | 4:07.562 | QB     |
| 4    | 2    | Canada         | Allison Beveridge Ariane Bonhomme Annie Foreman-Mackey Georgia Simmerling | 4:09.249 | QB     |
| 5    | 1    | Australien     | Georgia Baker Annette Edmondson Ashlee Ankudinoff Maeve Plouffe           | 4:09.992 |        |
| 6    | 4    | Italien        | Elisa Balsamo Letizia Paternoster Rachele Barbieri Vittoria Guazzini      | 4:10.063 |        |
| 7    | 1    | New Zealand    | Holly Edmondston Bryony Botha Rushlee Buchanan Jaime Nielsen              | 4:10.223 |        |
| 8    | 2    | Frankrig       | Marion Borras Coralie Demay Valentine Fortin Marie Le Net                 | 4:11.888 |        |

### Finalerne
| Rang                             | Land           | Cykelryttere                                                              | Resultat | Noter |
| -------------------------------- | -------------- | ------------------------------------------------------------------------- | -------- | ----- |
| Guldmedaljefinale                |                |                                                                           |          |       |
| 1                                | Tyskland       | Franziska Brauße Lisa Brennauer Lisa Klein Mieke Kröger                   | 4:04.242 | WR    |
| 2. plads, sølvmedaljemodtager(e) | Storbritannien | Katie Archibald Laura Kenny Neah Evans Josie Knight                       | 4:10.607 |       |
| Bronzemedaljefinale              |                |                                                                           |          |       |
| 3                                | USA            | Megan Jastrab Jennifer Valente Chloé Dygert Emma White                    | 4:08.040 |       |
| 4                                | Canada         | Allison Beveridge Ariane Bonhomme Annie Foreman-Mackey Georgia Simmerling | 4:10.552 |       |
| 5. plads final                   |                |                                                                           |          |       |
| 5                                | Australien     | Georgia Baker Annette Edmondson Ashlee Ankudinoff Maeve Plouffe           | 4:11.041 |       |
| 6                                | Italien        | Elisa Balsamo Letizia Paternoster Martina Alzini Vittoria Guazzini        | 4:11.108 |       |
| 7. plads                         |                |                                                                           |          |       |
| 7                                | Frankrig       | Victoire Berteau Marion Borras Valentine Fortin Marie Le Net              | 4:10.388 |       |
| 8                                | New Zealand    | Holly Edmondston Bryony Botha Kirstie James Jaime Nielsen                 | 4:10.600 |       |